# Cuba Sí
Cuba Sí — самостоятельная рабочая группа немецкой партии Die Linke, описывающая свою цель как политическая и материальная солидарность с социалистической Кубой.
Изначально сформирована в 1991 году в структуре партии PDS гражданами бывшей Германской Демократической Республики (ГДР) с целью поддержать Кубу, лишившуюся внешней помощи в результате распада СССР и Совета экономической взаимопомощи.

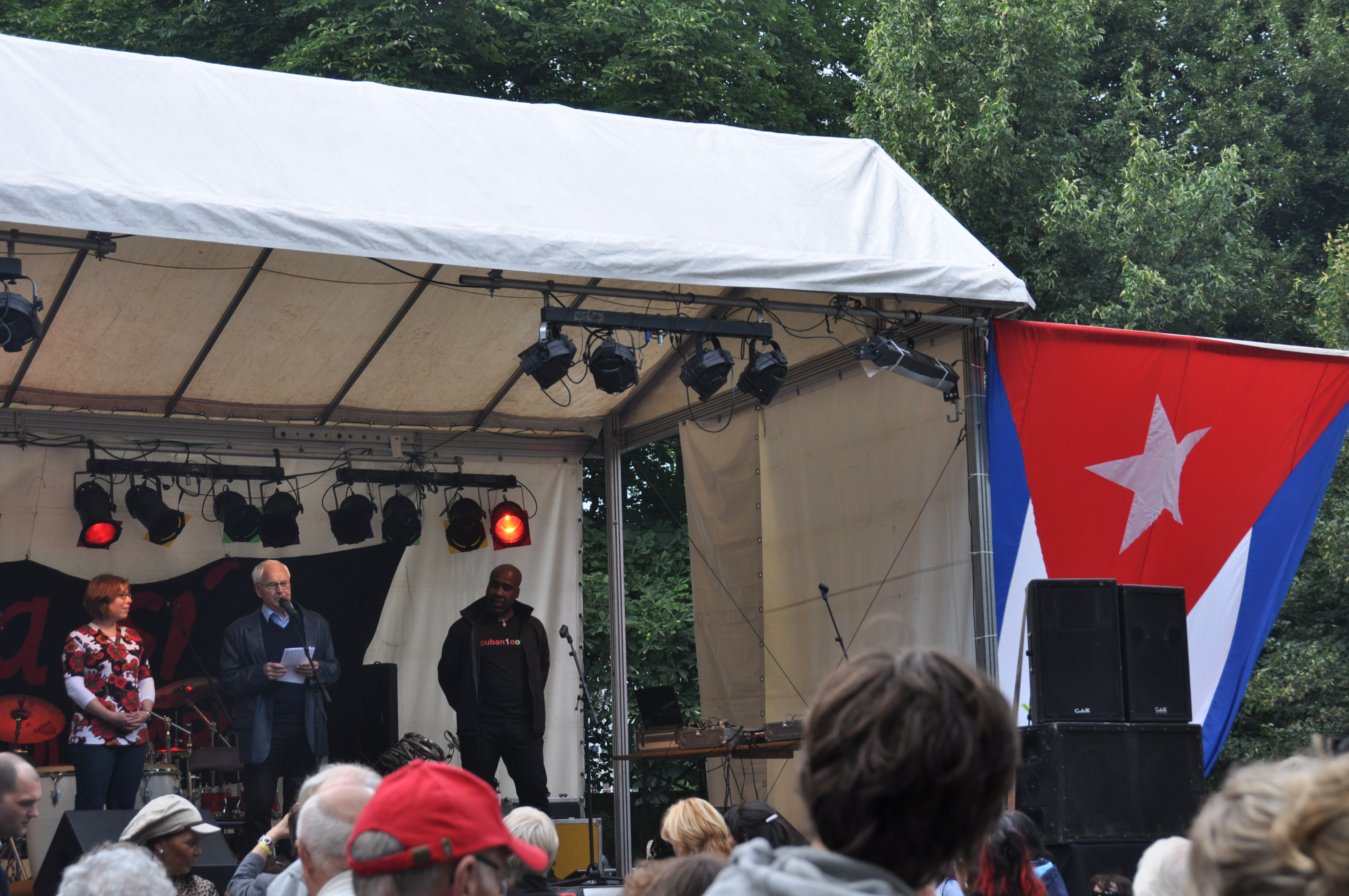
Фестиваль солидарности с Кубой по случаю двадцатилетия рабочей группы Cuba Sí в июле 2011 года в городском парке Лихтенберг в Берлине.

## Структура
Организация была основана 23 июля 1991 года и имеет резиденцию в Берлине. Рабочая группа по собственным данным располагает 400 членами в 40 политически самостоятельных и независимых региональных группах в Германии, действующих на всей федеральной территории. Деятельность координируется тремя штатными сотрудниками.

## Политическая работа
Cuba Sí издаёт газету Cuba Sí-revista, выходящую дважды в год.
Также Cuba Sí является одним из организаторов инициированной изданием junge Welt ежегодной Конференции им. Розы Люксембург и представлена стендами на различных мероприятиях.
Помимо этого Cuba Sí организует «политические поездки» на Кубу, в частности на ежегодную книжную ярмарку в Гаване и поездки для волонтёрских работ. Для волонтёров организуются специальные туры по кубинским учреждениям, сопровождаемые кубинской стороной.

## Благотворительные проекты

### «Молоко для детей Кубы»
После объединения Германии Федеральное правительство прекратило проводившиеся ГДР поставки сухого молока на Кубу. В отсутствии валюты Куба также не могла позволить себе корм для скота: таким образом прекратилось и внутреннее производство молока.
Помощь со стороны рабочей группы Cuba Sí была направлена на восстановление на Кубе материальных условий для такого производства.
По заявлениям кубинских партнеров рабочей группы — ассоциации животноводства, ACPA, Cuba Sí за 20 лет своего существования до 2011 года поспособствовала производству более чем 20 миллионов литров молока. Таким образом Куба сэкономила более 10 миллионов долларов США на импорт сухого молока. Смогли быть вновь задействованы почти десять тысяч гектаров пашни и пастбищ. Было построено 374 жилых дома для заводчиков крупного рогатого скота, а также вновь построено, либо отремонтировано 400 животноводческих помещений. Установлено новое либо отремонтировано оборудование полива и систем водоснабжения, построена 61 биогазовая установка, посажено 250 тыс. деревьев. В провинции Гуантанамо была построена новая кузница.

### «Куба должна выжить»
Целью проекта является материальная поддержка социальной инфраструктуры в регионах проекта, реализация краткосрочных проектов в сферах образования, здравоохранения, культуры и других, а также обеспечения политической работы и проводимых кампаний солидарности рабочей группы Cuba Sí.

### «Альмендарес Виво»
Альмендарес Виво является проектом по поддержке культурной жизни в Гаване. Организуются концерты с ценой входного билета на уровне нескольких центов в пересчёте на евро.

## Сотрудничество с другими организациями
Рабочая группа Cuba Sí поддерживает партнерские отношения с Коммунистической партией Кубы (PCC), Кубинским институтом дружбы народов (ICAP), Центральным бюро профсоюзов Кубы (СТС), Пионерской организацией им. Хосе Марти (OPJM), журналом Bohemia, Кубинской книжной палатой (CCL), культурным проектом Альмендарес Виво и другими. Cuba Sí остаётся членом действующей по всей Германии организации Netzwerk Cuba e.V. и поддерживает партнерские связи с национальными и международными организациями солидарности с Кубой.

## Наблюдение со стороны Федеральной службы защиты конституции Германии
Как и другие группы в рамках партии Die Linke, Cuba Sí стоит на наблюдении со стороны Федеральной службы защиты конституции Германии, которая в своих отчётах за 2007—2013 годы описывает эту рабочую группу как «откровенно экстремистскую».
Федеральное правительство обосновывает квалификацию группы как экстремистской отсутствием критического подхода к нарушениям прав человека на Кубе.